# 张江科学会堂
上海张江科学会堂是位於中華人民共和國上海市浦東新區张江城市副中心的一個論壇、峰会、展覽和活动舉辦場所。

## 简介
它南至海科路，西至哥白尼路，北至川杨河與张江药谷隔河相望，东至张江科学之门，项目总用地面积39039㎡，总建筑面积115550㎡，建筑高度50米，总建筑面积11.5万平方米，建筑高度50米，地上6层，地下2层，它由6000平方米主会场，4000平方米多功能厅及17个规模不等的会议展示空间模块组成。
张江科学会堂由张江集团投資，建筑方案采用普利兹克奖得主法国建筑师包赞巴克的设计方案。张江科学会堂于2019年3月开工，2021年12月竣工，2022年二季度启动压力测试。2022年9月1日，2022世界人工智能大會浦東分會場在张江科学会堂舉行，這是首個在張江科學會堂舉辦的正式會展。